# Roscoelith
Roscoelith (IMA-Symbol Rcl) ist ein eher selten vorkommendes Mineral aus der Mineralklasse der „Silikate und Germanate“ mit der chemischen Zusammensetzung KV3+2[(OH)2|AlSi3O10] und damit chemisch gesehen ein Kalium-Vanadium-Alumosilikat mit zusätzlichen Hydroxidionen.
Roscoelith kristallisiert im monoklinen Kristallsystem und findet sich meist in Form von winzigen, schuppigen oder rosetten- bis fächerförmigen Mineral-Aggregaten sowie faserigen und verfilzten Matten mit einem permuttähnlichen Glanz auf den Oberflächen. Das Mineral ist durchsichtig bis durchscheinend und von dunkelbrauner bis braungrüner oder auch gelblichweißer Farbe. Seine Strichfarbe ist dagegen immer grünlichweiß.

## Etymologie und Geschichte
Entdeckt wurde Roscoelith erstmals in einer Goldmine am Westhang der Sierra Nevada nahe Granite Creek im El Dorado County des US-Bundesstaates Kalifornien. Die Erstbeschreibung erfolgte 1876 durch James Blake, der das Mineral nach dem britischen Chemiker Henry Enfield Roscoe benannte, um dessen Verdienste zur erstmaligen Darstellung metallischen Vanadiums zu ehren, dass ein Bestandteil des Minerals ist. Der zweite Teil des Namens geht auf das altgriechische Wort λίθος [lithos] für „Stein“ zurück.
Als genaue Typlokalität gilt inzwischen die ehemalige Stuckslager-Mine (auch Stuckslacker-Mine oder Sam-Simms-Mine) etwa 2,9 km oder 1,8 Meilen westsüdwestlich von Coloma im El Dorado County (Kalifornien). Die Mine beutete eine Gold-Vanadium-Lagerstätte aus. Das Nebengestein besteht aus Schiefer und sogenanntem „Grünstein“ (oft als Synonym für Diabas im Gebrauch).
Das Typmaterial des Minerals wird im Muséum national d’histoire naturelle (Abkürzungen: MHN-Paris; Museum, Paris) unter der Katalog-Nummer 132.198 aufbewahrt.
Roscoelith war bereits lange vor der Gründung der International Mineralogical Association (IMA) bekannt und als eigenständige Mineralart anerkannt. Damit hätte Roscoelith theoretisch den Status eines grandfathered Mineral. In der 1998 erfolgten Publikation Nomenclature of the micas durch den „Glimmer-Unterausschuss“ (engl.: Mica Subcommitte) der IMA/CNMNC wurden die Mitglieder der Glimmergruppe, zu denen auch Roscoelith gehört, in Bezug Zusammensetzung und Benennung teilweise neu definiert. Roscoelith wurde hier als „Ungewöhnlicher Kaliumglimmer“ in die Gruppe der echten Glimmer mit dioktaedrischer Struktur eingeordnet. Da dies automatisch eine nachträgliche Ankerkennung für den Roscoelith bedeutete, wird das Mineral seitdem in der „Liste der Minerale und Mineralnamen“ der IMA unter der Summenanerkennung „IMA 1998 s.p.“ (special procedure) geführt.

## Klassifikation
Bereits in der veralteten 8. Auflage der Mineralsystematik nach Strunz gehörte der Roscoelith zur Mineralklasse der „Silikate und Germanate“ und dort zur Abteilung der „Schichtsilikate (Phyllosilikate)“, wo er zusammen mit Aluminoseladonit, Glaukonit, Muskovit, Paragonit und Seladonit die „Muskovit-Reihe“ mit der System-Nr. VIII/E.05a bildete.
Im zuletzt 2018 überarbeiteten und aktualisierten Lapis-Mineralienverzeichnis nach Stefan Weiß, das sich aus Rücksicht auf private Sammler und institutionelle Sammlungen noch nach dieser alten Form der Systematik von Karl Hugo Strunz richtet, erhielt das Mineral die System- und Mineral-Nr. VIII/H.10-090. In der „Lapis-Systematik“ entspricht dies ebenfalls der Abteilung „Schichtsilikate“, wo Roscoelith zusammen mit Aluminoseladonit, Boromuskovit, Chromphyllit, Chromseladonit, Ferroaluminoseladonit, Ferroseladonit, Ganterit, Muskovit, Nanpingit, Paragonit, Seladonit und Tobelith die „Seladonit-Muskovit-Reihe (Phengite)“ mit der System-Nr. VIII/H.10 innerhalb der Glimmergruppe bildet.
Auch die von der International Mineralogical Association (IMA) zuletzt 2009 aktualisierte 9. Auflage der Strunz’schen Mineralsystematik ordnet den Roscoelith in die Abteilung der „Schichtsilikate“ ein. Diese ist allerdings weiter unterteilt nach der Struktur der Schichten, so dass das Mineral entsprechend seinem Aufbau in der Unterabteilung „Schichtsilikate (Phyllosilikate) mit Glimmertafeln, zusammengesetzt aus tetraedrischen und oktaedrischen Netzen“ zu finden ist, wo es zusammen mit Aluminoseladonit, Boromuskovit, Chernykhit, Chromseladonit, Chromphyllit, Ferriseladonit (hypothetisch), Ferro-Aluminoseladonit, Ferroseladonit, Ganterit, Glaukonit, Montdorit, Muskovit, Nanpingit, Paragonit, Phengit, Seladonit, Tainiolith, Tobelith und Voloshinit die „Muskovitgruppe“ mit der System-Nr. 9.EC.15 bildet.
Die vorwiegend im englischen Sprachraum gebräuchliche Systematik der Minerale nach Dana ordnet den Roscoelith ebenfalls in die Klasse der „Silikate und Germanate“ und dort in die Abteilung der „Schichtsilikatminerale“ ein. Hier ist er zusammen mit Aluminoseladonit, Boromuskovit, Chernykhit, Chromphyllit, Chromseladonit, Ferroaluminoseladonit, Ferroseladonit, Glaukonit, Montdorit, Muskovit, Nanpingit, Paragonit, Seladonit, Shirokshinit und Tobelith in der „Glimmergruppe (Muskovit-Untergruppe)“ mit der System-Nr. 71.02.02a innerhalb der Unterabteilung „Schichtsilikate: Schichten von sechsgliedrigen Ringen mit 2:1-Lagen“ zu finden.

## Kristallstruktur
Roscoelith kristallisiert in der monoklinen Raumgruppe C2/m (Raumgruppen-Nr. 12) mit den Gitterparametern a = 5,26 Å; b = 9,09 Å; c = 10,25 Å und β = 101,0° sowie zwei Formeleinheiten pro Elementarzelle.

## Bildung und Fundorte
Roscoelith bildet sich hydrothermal in epithermalen Gold-Silber-Tellur-Lagerstätten  aus den oxidierten Anteilen von sedimentären Uran- und Vanadium-Erzen. Als Begleitminerale können unter anderem verschiedene Carbonate, Carnotit, Corvusit, Fluorit, Gold, Hewettit, Pyrit, Quarz und Tyuyamunit auftreten.
Als eher seltene Mineralbildung kann Roscoelith an verschiedenen Fundorten zum Teil reichlich vorhanden sein, insgesamt ist er aber wenig verbreitet. Weltweit sind bisher rund 260 Vorkommen dokumentiert (Stand 2023).
In Deutschland konnte das Mineral unter anderem in der Grube Clara bei Oberwolfach in Baden-Württemberg, in mehreren Gruben und Gängen bei Bad Lauterberg im Harz in Niedersachsen, auf der Abrahamhalde von „Schacht 139“ bei Lauta (Marienberg) im sächsischen Erzgebirgskreis und bei Schmiedefeld im thüringischen Landkreis Saalfeld-Rudolstadt gefunden werden.
In der Schweiz fand sich Roscoelith in Mineralproben von Prospektionsbohrungen der Nagra nahe Kaisten und in einem ehemaligen Steinbruch bei Mumpf im Kanton Aargau sowie in Proben aus einer Prospektionsbohrung bei Törbel im Kanton Wallis.
Weitere Fundorte liegen unter anderem in Australien, China, Tschechien, auf der Fidschi-Insel Viti Levu, in Finnland, Frankreich, Gabun, Italien, Japan, Kanada, Kasachstan, Kirgisistan, auf Madagaskar, Papua-Neuguinea, in Peru, Polen, Russland, Sambia, der Slowakei, Spanien, Südafrika, im Vereinigten Königreich (England, Nordirland, Schottland) und den Vereinigten Staaten von Amerika (Alabama, Arizona, Arkansas, Colorado, Idaho, Kalifornien, Montana, Nevada, New Mexico, North Carolina, Oregon, Utah).